# Factor inducible por hipoxia
El factor inducible por hipoxia, también llamado HIF por las iniciales de su nombre en inglés (Hypoxia-inducible factor), es un factor de transcripción que responde a la disminución del nivel de oxígeno (hipoxia) en el entorno de la célula. Los factores de transcripción son proteínas que se unen a secuencias de ADN específicas y controlan la transcripción de la información genética de ADN a ARN mensajero. Fue descubierto en 1995 por el médico estadounidense Gregg L. Semenza que recibió en 2019 el Premio Nobel en Fisiología o Medicina junto con William Kaelin Jr. y Peter J. Ratcliffe por sus "descubrimientos sobre la sensibilidad y adaptación de las células a la disponibilidad de oxígeno".

## Isoformas
El factor inducible por hipoxia es un heterodímero formado por una unidad alfa y otra beta. Se han descrito tres isoformas: HIF-1 que fue el primero en ser identificado, HIF-2 y HIF-3.